# Новости Пскова
«Новости Пскова» — псковская городская и областная общественно-политическая газета. Основана в 1881 году доктором Корнелием Раухом, в конце 1890-х годов печать была приостановлена. Выпуск издания был возобновлён в 1991 году.
Зарегистрирована в Северо-Западном региональном управлении Госкомитета РФ по печати. Регистрационный номер — П0042.

## История
Газета была основана Корнелием Раухом (врачом, прибалтийским немцем по происхождению) в 1881 году как «Псковский городской листок». В конце 1890-х выпуск был прекращён и возобновлён только в 1991 году под нынешним названием. Основу коллектива нового издания составили журналисты областной партийной газеты. С 1998 года публикуется в Интернете.
В 2008 году газета прекратила издаваться.

## Тираж и структура
- Городское издание: четыре раза в неделю, 8-9 тысяч экземпляров.
- Областное издание: один раз в неделю, 25-30 тысяч экземпляров.
- Приложение «НП-Пятница» (рег. номер П3947)

## Управление и редакторский коллектив
- Учредители: Псковская городская Дума, Администрация города Пскова, журналисты редакции газеты «Новости Пскова».
- Главный редактор — В. И. Васильев; 1-й заместитель главного редактора — С. Н. Андреева, заместитель главного редактора — А. В. Иванов.